# Trường trung cấp chuyên nghiệp (Việt Nam)
Trường trung cấp chuyên nghiệp là một cấp đào tạo trong hệ thống giáo dục Việt Nam cho đến những năm 2010. Các chương trình đào tạo trung cấp chuyên nghiệp kéo dài 4 năm đối với có học sinh có bằng tốt nghiệp trung học cơ sở, và từ 1 đến 2 năm đối với người có bằng tốt nghiệp trung học phổ thông. Từ 2017 theo Quyết định 1982/QĐ-TTg tất cả các trường trung cấp chuyên nghiệp và trung cấp nghề được gộp chung lại và gọi là trường trung cấp.